# 이봉 (조선의 무신)
이봉(李菶, 德水李氏13世孫) : 명종(明宗) 18년(1563년)∼효종(孝宗) 1년(1650년). 조선 중기 무신. 본관은 덕수 자는 자번(子繁)이다. 무과. 선무원종공신 2등. 가선대부 삼척포첨사, 경상도병마절도사, 평안도병마절도사, 종2품 포도대장. 증조부는 선교랑 평시서 봉사를 지낸 이백록(李百祿), 조부는 창신교위 증 좌의정 덕연부원군 이정(李貞), 부는 이요신(李堯臣)으로 충무공 이순신(李舜臣)의 조카이자 강민공 이완(李莞)의 종형제이다.

## 생애
선조 18년(1585)에 무과에 급제하였으며, 이후 보성(寶城)과 순천(順天) 지역에서 관직 생활을 하였다. 선조 25년(1592) 4월에 임진왜란이 일어나자 숙부인 충무공 이순신을 수행하였으며, 왜적을 물리쳐서 공을 세웠다. 임진왜란이 끝난 후에는 선무원종공신(宣武原從功臣) 2등(1605)에 녹훈되었고 품계가 가선대부(嘉善大夫)로 올려졌으며, 경상도 병마절도사(慶尙道兵馬節度使)로 제수되면서 오위도청부 부총관(五衛都摠府 副摠管)을 겸하였다. 그 후 평안도병마절도사, 종2품 포도대장을 역임하였다. 광해군 때에는 삼척포첨사(三陟浦僉使)로 좌천되었으며, 인조 때에는 세상을 피하여 진천(鎭川) 지역에 거주하였다. 효종 1년(1650) 경인(庚寅)에 향년 88세로 별세.
배위는 정부인 고령신씨(貞夫人高靈申氏)로 슬하에 2남1녀가 있으며 장자는 이지광(李之光, 정6품 승의랑), 차남은 이지연(李之衍, 강민공 이완의 양자로 입적)이다.
묘는 충남 아산시 음봉면 고룡산12-38 이충무묘소신도비 뒷편 어라산줄기 선영에 합장으로 모셔져 있다.

## 평가
충무공 이순신의 조카들 중 가장 먼저 무과(선조18년, 1585)에 합격하여 무관 생활을 하였으며 보성(寶城)과 순천(順天)지역의 관직 생활은 임진왜란(선조 25년, 1592) 발발 후 충무공 이순신을 수행하는데 도움이 되었다. 
난중일기에는 이요신(李堯臣)의 두 아들인 이봉(李菶)과 이해(李荄)가 등장한다. 다만 충무공 이순신(李舜臣)은 아들과 조카들의 전투수행 과정을 다룬 내용은 기록하지 않았는데 충무공 이순신(李舜臣)이 전사한 노량해전의 경우 조선왕조실록에 등장하는 이회(李薈), 이예(李䓲), 이완(李莞)의 경우 평소 난중일기에 전투과정 참여 부분을 기록하지 않았지만 실록에 기록되어 있는 바 다른 아들과 조카들도 위기에 처한 조선을 구하기 위하여 전란의 각종 전투 상황에 함께 임무수행 하였음을 추정할 수 있다.
선조 31년(1598) 정유재란이 끝나고 충무공 이순신(李舜臣)의 아들과 조카들 중 선무원종공신에 녹훈(1605) 된 사람은 총 3명으로 충무공 이순신(李舜臣)의 장자인 이회(李薈), 율리공 이요신(李堯臣)의 아들인 이봉(李菶)과 이해(李荄)이다. 특히 율리공 이요신(李堯臣)의 아들인 이봉(李菶)과 이해(李荄)는 전쟁 후 무반으로 관직 생활을 지속 한 것으로 보아 무신으로 능력과 용맹함을 갖추었음을 알 수 있다.
품계는 가선대부로 관직은 종2품 포도대장을 역임하여 정묘호란에서 전사한 종형제인 강민공 이완과 더불어 충무공 이순신 집안에서 무관으로 가장 명망이 높았으나 자손들에게 자신의 공적을 논하지 말 것을 명함에 따라 잘 알려지지 않았다.
선조13년(1580) 아버지인 이요신(李堯臣)이 일찍이 세상을 떠나고 충무공 이순신(李舜臣)은 조카들을 부양하여 아버지 역할을 대신하였다. 임진왜란이 발발하고 충무공 이순신을 도와 왜적을 무찔렀던 병사공 이봉(李菶)은 정유재란과 함께 종형제 이면(李葂)을 잃었으며 뒤이어 숙부이자 아버지 역할을 대신하였던 충무공 이순신(李舜臣)을 노량해전에서 떠나 보냈다. 광해군 11년(1619) 명과 후금과의 전쟁에서 광해군이 실리외교를 펼치자 임진왜란시 명군과 함께 왜적을 물리쳐 나라를 구했던 병사공 이봉(李菶)의 실망감은 컸다. 또한 인조 2년(1624) 종형제 이훈(李薰)이 이괄의 난 진압 중 전사한다. 인조 5년(1627) 정묘호란이 발생하고 종형제 강민공 이완(李莞)과 이신(李藎)이 전사한다. 숙부를 비롯한 종형제(11명 중 4명)가 왜군, 반란군, 후금군과의 전쟁 중 전사함으로써 함께 동고동락하며 어린시절을 보내고 같이 무관직을 수행하였던 병사공 이봉(李菶)의 심적 고뇌는 상당히 컸다.  
광해군의 폭정을 배척하여 진천 두태산(杜泰山)에 세상을 피하여 은거 하시다가 향년 88세로 여생을 마치시었다. 그리고 자손들에게 유훈으로 증직이나 시호를 청하는 稟啓를 금할 것이며 공의 행직도 단지 僉使로 칭하도록 명하셨다.
덕수이씨 13세손으로 문성공 율곡 이이와 항렬이 같다.

## 가족 관계
- 증조부 : 이백록(李百祿), 선교랑 평시서 봉사
- 증조모 : 초계 변씨(草溪卞氏), 변성(卞誠)의 딸
  - 조부 : 증 좌의정 덕연부원군(德淵府院君) 이정(李貞, 1511~1583)
  - 조모 : 증 정경부인 초계 변씨(草溪卞氏, 1515~1597) - 변수림(卞守琳)의 딸
    - 백부 : 이희신(李羲臣, 1535~1587), 증 병조참판
      - 종형 : 이뢰(李蕾, 1561~1648), 찰방
      - 종제 : 이분(李芬, 1566~1619), 병조정랑
      - 종제 : 이번(李蕃, 1575~1668), 효릉참봉
      - 종제 : 이완(李莞, 1579~1627), 충신증자헌대부병조판서겸지의금부사행가선대부의주부윤의주진병마첨절제사(忠臣贈資憲大夫兵曹判書兼知義禁府事行嘉善大夫義州府尹義州鎭兵馬僉節制使), 시호 강민(剛愍), 정묘호란 전사

    - 부 : 이요신(李堯臣, 1542~1580), 증 호조참판동의금부사
    - 모 : 증 정부인 청품김씨(清風金氏), 김대신(大頣)의 딸
      - 본인 : 이봉(李菶, 1563~1650), 선무원종공신 2등, 경상도병마절도사겸 오위도청부 부총관, 평안도병마절도사, 포도대장, 삼척포첨사
      - 부인 : 정부인(貞夫人) 고령신씨(高靈申氏)
        - 장남 : 이지광(李之光, 1601~1678, 정6품 승의랑)
        - 차남 : 이지연(李之衍, 강민공 이완의 양자로 입적)
        - 딸 : 덕수이씨

      - 동생 : 이해(李荄, 1566~1645), 선무원종공신 2등, 훈련원주부
      - 제수 : 증(贈) 숙인(淑人) 파평윤씨(坡平尹氏), 윤우현(尹佑賢)의 딸
      - 제수 : 숙인(淑人) 하동정씨(河東鄭氏), 군수 정언겸(鄭彦謙)의 딸
        - 조카 : 이지강(李之綱) 종6품 선교랑(宣敎郎) 증 통훈대부사복시정(通訓大夫司僕寺正)
        - 조카 : 덕수이씨

    - 숙부 : 이순신(李舜臣, 1545~1598), 효충장의적의협력선무공신 덕풍부원군(德豐府院君) 증(贈) 좌의정, 가증(加贈) 영의정, 시호 충무(忠武)
      - 종제 : 이회(李薈, 1567~1625) 선무1등공훈, 훈련원 첨정, 증 승정원 좌승지
      - 종제 : 이예(李䓲, 1571~1631) 형조정랑, 증 승정원 좌승지
      - 종제 : 이면(李葂, 1577~1597) 증 이조 참의, 정유재란시 왜군과 교전 중 전사
      - 종제 : 이훈(李薰, 1574~1624) 무과, 증 병조참의, 이괄의 난 진압 중 전사
      - 종제 : 이신(李藎, 미상~1627) 무과, 증 병조참의, 정묘호란시 종형제 이완과 함께 전사

    - 숙부 : 이우신(李禹臣, 미상), 참봉

## 문헌
菶 字子繁 1563年明宗癸亥生▶1600年宣祖庚子武科 嘉善大夫三陟浦僉使 慶尚道兵馬節度使平安道兵馬節度使 捕盜大將 壬辰倭亂時 隨叔父 忠武公討倭立功宣武原從功 光海主斥避世于鎭川杜泰山中 以終餘年而遺訓于子孫曰勿事吾子孫啓稟贈諡贈職 但以僉使行職爲訓 1650年孝宗庚寅七月五日卒 享年八十八 墓移葬 아산시음봉면삼거리於羅山德淵君墓西麓艮坐有表石 配貞夫人高靈申氏 父湞 叅贊公濟玄孫>忌正月二十二日▶墓祔